# بيرت ستيرن
بيرت ستيرن (بالإنجليزية: Bert Stern)‏ هو مصور وكاتب أمريكي، ولد في 3 أكتوبر 1929 في بروكلين في الولايات المتحدة، وتوفي في 26 يونيو 2013 في مانهاتن في الولايات المتحدة بسبب مرض.

## وصلات خارجية
- بيرت ستيرن على موقع IMDb (الإنجليزية)
- بيرت ستيرن على موقع ميوزك برينز (الإنجليزية)
- بيرت ستيرن على موقع ديسكوغز (الإنجليزية)
- بيرت ستيرن على موقع قاعدة بيانات الفيلم (الإنجليزية)